# Maya Rockeymoore Cummings
Maya Rockeymoore Cummings, född 31 januari 1971 i Texas, är en amerikansk politiker och ordförande för Maryland Democratic Party.  Innan hon valdes till partiordförande kandiderade hon kort till guvernör i Maryland.  Hon äger ett konsultföretag i Washington, DC och har doktorsexamen i statsvetenskap från Purdue University. Hon fick ett erkännande från EMILYs lista 2017.
Hon var gift med den demokratiske politikern Elijah Cummings från 2008 fram till hans död 2019.